# Tag T.D.G.
«Tag T.D.G.» o «Tag TDG» es un sencillo lanzado en 2002 y la canción n.º 11 del álbum de 2003 Patrón del Vicio del grupo de hip hop chileno Tiro de Gracia. La canción es cantada por Juan Sativo, con la producción de Dj Gabriel sin el acompañamiento de su compañero Lenwa Dura, aunque igualmente aparece en el videoclip. El término TDG, también nombrado en canciones anteriores, el que proviene de las siglas del nombre del grupo Tiro De Gracia.
La temática se centra en el estilo de rap de Juan, mostrando su gran capacidad vocal y variedad de rimas de este. En la canción nombran su álbum de 1994 y canción Arma Calibrada, al grupo de funk rock Los Tetas y a Will Smith.
El video musical se observa a Lenwa y Juan acostados con sus mujeres, este último fumando marihuana. Comienzan a caminar en la calle con Dj Gabriel y a rapear. Cada escena presenta la letra correspondiente.